# Escitia

Extensión aproximada de Escitia y de las lenguas escitas (anaranjado) hacia el año 170 a. C.

En la Antigüedad clásica, Escitia (griego clásico: Σκυθική; griego moderno: Σκυθία) era la región euroasiática habitada por los pueblos escitas desde el siglo VIII a. C. hasta el siglo II d. C.
Su extensión varió a lo largo del tiempo, pero en general comprendía las llanuras de la estepa póntica desde el Danubio hasta las costas septentrionales del mar Negro, tal como se indica en el mapa adyacente.
Las regiones conocidas como Escitia en los autores clásicos incluyen: 
- La estepa póntica: Kazajistán, sur de Rusia y Ucrania (habitadas por escitas desde al menos el siglo VIII a. C.).
- La región al norte del Cáucaso, incluida Azerbaiyán. La posterior Sarmacia, Ucrania, Bielorrusia y Polonia hasta el mar Báltico (conocido como océano Sarmático).
- La zona del sur de Ucrania y el Bajo Danubio, también llamada Escitia Menor.

La región de Sistán (derivado de Sacastán), habitada por los sacas o indoescitas, no suele ser considerada parte de Escitia.
El Escitia fue un imperio nómada suelto que se originó ya en el siglo VIII a. C. La cultura escita estaba centrada en la equitación y una forma de vida libre. Nunca se ha atestiguado ningún sistema de escritura que date de ese período, por lo que la mayoría de la información escrita disponible hoy en día sobre la región y sus habitantes en ese momento proviene de escritos protohistóricos de civilizaciones antiguas que tenían conexiones con la región, principalmente las de India, Grecia, Roma y Persia antiguas. La descripción occidental más detallada es de Heródoto. Es posible que no haya viajado a Escitia y existe un debate académico sobre la precisión de su conocimiento, pero los hallazgos arqueológicos modernos han confirmado algunas de sus antiguas afirmaciones y sigue siendo uno de los escritores más útiles sobre la antigua Escitia. Dice que el propio nombre de los escitas para sí mismos era "Scoloti".

## Geografía
El territorio del reino escita de la estepa póntica se extendía desde el Río Don en el este hasta el Río Danubio en el oeste, y abarcaba el territorio de la estepa desarbolada inmediatamente al norte de la costa del Mar Negro, habitada por pastores nómadas, así como la fértil zona de bosque-estepa de tierra negra al norte de la estepa desarbolada, que estaba habitada por una población agrícola, y la frontera norte de este reino escita eran los bosques caducifolios, mientras que varios ríos, entre ellos el Don y el Dnipro, fluían hacia el sur a través de esta región y desembocaban en el Mar Negro.
Entre los siglos IX y V a. C., el clima en las estepas era fresco y seco, lo que fue un catalizador para la aparición del pastoreo nómada ecuestre en el norte de la región póntica. El clima se volvió más cálido y húmedo durante el siglo V a. C., lo que permitió a los nómadas esteparios adentrarse en las estepas propiamente dichas.
En estas condiciones climáticas favorables, la hierba crecía abundantemente en la estepa desarbolada y permitía a los nómadas escitas criar grandes rebaños de ganado vacuno y caballar. El país que los griegos llamaron Hylaea (en griego antiguo: Υλαια, romanizado: Hulaia, lit. 'el Bosque'), formado por la región del bajo río Dnipro a lo largo del territorio de la actual Jersón y los valles más al norte a lo largo del río, estaba cubierto de bosques. Las condiciones en las tierras del sur, cerca de las orillas del Mar Negro, eran propicias para la agricultura.
Antes de la llegada de los escitas, esta región de la estepa póntica estaba dominada por los agathyrsi, que eran pueblos nómadas iranios emparentados con los escitas. La migración escita empujó a los Agathyrsi hacia el oeste, lejos de las estepas y de su hogar original alrededor del Lago Maeotis, y hacia la región de los Cárpatos..
A partir de finales del siglo IV a. C., otro pueblo nómada iranio emparentado, los sármatas, se trasladó desde el este a la estepa póntica, donde sustituyeron a los escitas como potencia dominante de la estepa póntica por los sármatas, debido a lo cual "Sarmatia Europea" (Sarmacia Europea) sustituyó a "Escitia" como nombre de la región.

### Delimitación
La región conocida por los autores clásicos como Scythia incluía:
- La estepa póntico-caspio: sur de Rusia, Volga ruso, regiones del sur de los Urales y el oeste de Kazajistán (habitado por escitas desde al menos el siglo VIII a. C.
- La estepa kazaja: el norte de Kazajistán y las partes adyacentes de Rusia
- Sarmatia, correspondiente al este de Polonia , Ucrania , el suroeste de Rusia y el noreste de los Balcanes , [15] [ se necesita cita completa ] que va desde el Vístula en el oeste hasta la desembocadura del Danubio , y hacia el este hasta el Volga
- Sakā Tigraxaudā ("los Sakas de las gorras puntiagudas"), correspondiente a partes de Asia Central, incluido Kirguistán , el sureste de Kazajistán y la cuenca del Tarim .
- Sistán o Sakastán, correspondiente al sur de Afganistán, las provincias iraníes de Sistán y Baluchistán, y Baluchistán (Pakistán), que se extiende desde la cuenca de Sistán hasta el río Indo. Después de sucesivas invasiones de los reinos indo-griegos, los indo-escitas también se expandieron hacia el este, capturando territorio en lo que hoy es la región de Punjab.
- Parama Kamboja, correspondiente al norte de Afganistán y partes de Tayikistán y Uzbekistán
- Alania, correspondiente al Cáucaso Norte
- Escitia menor, correspondiente a la parte baja del río Danubio al oeste del Mar Negro , con una parte en Rumania y una parte en Bulgaria

## Primer reino escita
En el siglo VII a. C., los escitas penetraron desde los territorios al norte del mar Negro a través del Cáucaso. Los primeros reinos escitas estaban dominados por formas interétnicas de dependencia basadas en la subyugación de las poblaciones agrícolas en el este de Transcaucasia , el saqueo y los impuestos (ocasionalmente, hasta la región de Siria), el tributo regular (Media), el tributo disfrazado de regalos ( XXV Dinastía de Egipto), y posiblemente también pagos por apoyo militar (Imperio neoasirio).
Es posible que la misma dinastía gobernó en Scythia durante la mayor parte de su historia. El nombre de Koloksai, un legendario fundador de una dinastía real, es mencionado por Alcman en el siglo VII a. C.. Protothyes y Madyes, reyes escitas en el período de su historia del Cercano Oriente, y sus sucesores en las estepas pónticas del norte pertenecían a la misma dinastía. Heródoto enumera cinco generaciones de un clan real que probablemente reinó a finales del siglo VII al VI a. C.: Spargapeithes, Lycus [uk], Gnurus [ru], Idanthyrsus, Sauliusy el príncipe Anacarsis. Heródoto luego mencionó a tres gobernantes escitas contemporáneos con él:  Ariapeithes, Scyles, y Octamasadas.
Después de ser derrotados y expulsados del Cercano Oriente, en la primera mitad del siglo VI a. C. , los escitas tuvieron que reconquistar tierras al norte del Mar Negro. En la segunda mitad de ese siglo, los escitas lograron dominar las tribus agrícolas de la estepa forestal y las sometieron a tributo. Como resultado, su estado fue reconstruido con la aparición del Segundo Reino Escita que alcanzó su cenit en el siglo IV a. C.

## Segundo reino escita
El desarrollo social de Scythia a fines del siglo V a. C. y en el siglo IV a. C. estuvo relacionado con su estatus privilegiado de comercio con los griegos, sus esfuerzos por controlar este comercio y las consecuencias derivadas en parte de estos dos. La política exterior agresiva intensificó la explotación de las poblaciones dependientes y progresó la estratificación entre los gobernantes nómadas. El comercio con los griegos también estimuló los procesos de sedentarización.
La proximidad de las ciudades-estado griegas en la costa del Mar Negro ( Pontic Olbia , Cimmerian Bosporus , Chersonesos , Sindica , Tanais ) fue un poderoso incentivo para la esclavitud en la sociedad escita, pero solo en una dirección: la venta de esclavos a los griegos, en lugar de utilizarlos en su economía. En consecuencia, el comercio se convirtió en un estímulo para la captura de esclavos como botín de guerra en numerosas guerras.

## Escitia de finales delsigloValIIIa.C.
El estado escita alcanzó su mayor extensión en el siglo IV a. C. durante el reinado de Ateas. Isócrates creía que los escitas, y también los tracios y los persas, eran "los más capaces de ejercer el poder, y son los pueblos con mayor poderío". En el siglo IV a. C., bajo el rey Ateas, se eliminó la estructura tripartita del estado y el poder gobernante se volvió más centralizado. Las fuentes posteriores ya no mencionan tres basileis. Estrabón cuenta que Ateas gobernó sobre la mayoría de los bárbaros del Ponto Norte.
Las fuentes escritas cuentan que antes del siglo IV a. C. el estado escita se expandió principalmente hacia el oeste. A este respecto, Ateas continuó la política de sus predecesores en el siglo V a. C. Durante la expansión occidental, Ateas luchó contra los tribalios. Un área de Tracia fue subyugada y gravada con severos deberes. Durante los 90 años de vida de Ateas (c. 429 a . C.-339 a. C.), los escitas se establecieron firmemente en Tracia y se convirtieron en un factor importante en la política de los Balcanes. Al mismo tiempo, las poblaciones escitas tanto nómadas como agrícolas aumentaron a lo largo del río Dniéster. Una guerra con el Reino de Bosporian aumentó la presión escita sobre las ciudades griegas a lo largo del litoral del Póntico Norte.
Los materiales del sitio cerca de Kamianka-Dniprovska, supuestamente la capital del estado de Ateas, muestran que los metalúrgicos eran miembros libres de la sociedad, incluso si tenían obligaciones impuestas. La metalurgia era la especialidad artesanal más avanzada y única entre los escitas. De la historia de Poliaenus y Frontin, se deduce que en el siglo IV a. C. Escitia tenía una capa de población dependiente, que consistía en nómadas escitas empobrecidos y tribus agrícolas indígenas locales, socialmente desfavorecidos, dependientes y explotados, que no participaron en las guerras, pero se dedicaban a la agricultura servil y la ganadería.
El año 339 a. C. resultó ser un año culminante para el Segundo Reino Escita y el comienzo de su declive. La guerra con Filipo II de Macedonia (el padre de Alejandro Magno) terminó con la victoria de Filipo. El rey escita Ateas cayó en batalla hasta bien entrados los noventa años. Muchos kurganes reales (Chertomlyk, Kul-Oba, Aleksandropol, Krasnokut) datan de después de la época de Ateas y se continuaron las tradiciones anteriores; y la vida en los asentamientos de Western Scythia muestran que el estado sobrevivió hasta el 250 a. Cuando en 331 a. C. Zopyrion, el virrey de Alejandro en Tracia, "no deseando quedarse ocioso", invadió Scythia y sitió Pontic Olbia., sufrió una aplastante derrota a manos de los escitas y perdió la vida.
La caída del Segundo Reino Escita se produjo en la segunda mitad del siglo III a. C. bajo el ataque de los celtas y tracios del oeste y de los sármatas del este. Con el aumento de sus fuerzas, los sármatas devastaron partes significativas de Scythia y, "aniquilando a los derrotados, transformaron una mayor parte del país en un desierto".
Las tribus dependientes de la estepa forestal, sujetas a cargas de exacción, se liberaron a la primera oportunidad. El Dniéper y el insecto del surpoblación gobernada por los escitas no se convirtió en escitas. Continuaron viviendo su vida original, que era ajena a las costumbres escitas. Desde el siglo III a. C. durante muchos siglos, las historias de las zonas de estepa y estepa forestal del área del Póntico Norte divergieron. Las culturas materiales de las poblaciones perdieron rápidamente sus rasgos comunes. Y en la estepa, como reflejo del fin de la hegemonía nómada en la sociedad escita, ya no se construyeron los kurganes reales. Arqueológicamente, la Escitia tardía aparece ante todo como un conglomerado de asentamientos fortificados y no fortificados con zonas agrícolas colindantes.
El desarrollo de la sociedad escita presentó las siguientes tendencias:
- El proceso de asentamiento se intensificó, como lo demuestra la aparición de numerosos entierros de kurgan en la zona esteparia de la estepa póntico norte-caspio. Algunos de ellos datan de finales del siglo V a. C., pero la mayoría pertenecen al IV o siglo III a. C., lo que refleja el establecimiento de rutas pastorales permanentes y una tendencia al pastoreo seminómada. El área del Bajo Dnieper contenía asentamientos en su mayoría no fortificados, mientras que en Crimea y Scythia occidental creció la población agrícola. Los asentamientos del Dniéper se desarrollaron en lo que antes eran pueblos de invierno nómadas y en tierras deshabitadas.
- La desigualdad social aumentó con el ascenso de la nobleza y una mayor estratificación entre los nómadas escitas libres. La mayoría de los kurganes reales datan del siglo IV a. C.
- El sometimiento de la población estepa-bosque aumentó, tal como se registra en el registro arqueológico. En el siglo IV a. C. , en la zona de estepa forestal del Dnieper, aparecen entierros de tipo estepa. Además del avance nómada en el norte en busca de nuevos pastos, muestran un aumento de la presión sobre los agricultores de la franja bosque-estepa. Los kurgans de Boryspil pertenecen casi en su totalidad a soldados y, a veces, incluso a mujeres guerreras. El apogeo de la estepa Scythia coincide con el declive de la estepa forestal. Desde la segunda mitad del siglo V a. C., la importación de artículos antiguos al Dniéper medio disminuyó debido a la pauperización de los agricultores dependientes. En la estepa forestal, los kurganes del siglo IV a. C. son más pobres que en épocas anteriores. Al mismo tiempo, creció la influencia cultural de los nómadas esteparios. Los kurganes de Senkov en el área de Kiev, dejados por la población agrícola local, son bajos y contienen entierros femeninos pobres y masculinos vacíos, en un sorprendente contraste con los kurganes cercanos de Boryspil de la misma época que dejaron los conquistadores escitas.
- La vida de la ciudad echó raíces en Escitia.
- El comercio con las ciudades griegas del norte del Mar Negro creció y aumentó la helenización de la aristocracia escita. Después de la derrota de Atenas en la guerra del Peloponeso del 431 al 404 a. C., la agricultura ática se arruinó. [ ¿por quién? ] Demóstenes escribió que Atenas importaba alrededor de 400 000 medimnos (63 000 toneladas) de grano anualmente del Bósforo. La aristocracia nómada escita no solo desempeñó un papel de intermediario, sino que también participó activamente en el comercio de cereales (producidos tanto por agricultores dependientes como por esclavos), pieles y otros bienes.

## Escitia en la cultura
Boccaccio y Geoffrey Chaucer situaron el reino de las Amazonas en Escitia. En el mundo del cine, los personajes de Escitia son más bien negativos, como el kurgan de Highlander.
En 2021, el exitoso autor de juegos Shem Phillips lanzó Pillars of Scythia, un juego de sociedad (un juego de puesta de trabajadores) ambientado a principios del primer milenio, en el que los jugadores encarnan a asaltantes de Escitia, que asaltan asentamientos asirios, persas, griegos y cimerios.
Escitia forma parte del juego de estrategia por turnos Civilization VI, en el que los jugadores asumen el papel de un líder para desarrollar a su pueblo. Escitia está representada por Tomiris.